# Cleanth Brooks
Cleanth Brooks (ur. 16 października 1906, zm. 10 maja, 1994) – amerykański profesor i krytyk literacki. Wraz z Johnem Crowe Ransomem i Williamem K. Wimsattem Jr jeden z głównych przedstawicieli szkoły New Criticism.
W 1938 roku wraz z Robertem Warrenem wydał pierwszą antologię dla studentów, która przez kilkadziesiąt lat była jednym z głównych podręczników analizy literackiej na amerykańskich uniwersytetach. W 1947 roku w książce The Well Wrought Urn: Studies in the Structure of Poetry dokonał analizy krytyki literackiej, dając podstawy szkole Nowej Krytyki (wprowadził m.in. pojęcie herezji parafrazy).